# Węża
Węża est une localité polonaise de la gmina Korfantów située dans la voïvodie d'Opole et le powiat de Nysa.